# خورشیدگرفتگی ۱۰ مه ۲۰۱۳

خورشیدگرفتگی ۱۰ مه ۲۰۱۳. به‌صورت حلقوی بود و از ایران قابل مشاهده نبود.

خورشیدگرفتگی ۱۰ مه ۲۰۱۳ (به انگلیسی: Solar eclipse of May 10, 2013) یک خورشیدگرفتگی از نوع خورشیدگرفتگی حلقه‌ای است. این خورشیدگرفتگی در تاریخ ۱۰ مه ۲۰۱۳ میلادی (‎۲۰ اردیبهشت ۱۳۹۲ خورشیدی) روی داد که زمان اوج آن، ساعت ۰:۲۶:۲۰ به‌وقت ساعت هماهنگ جهانی است. مدت زمان و طول این خورشیدگرفتگی ۶ دقیقه و ۳ ثانیه بود.